# Hugh Percy, 1:e hertig av Northumberland
Hugh Percy, 1:e hertig av Northumberland, född omkring 1714, död den 6 juni 1786, var en engelsk ädling. 
Hertigen var född som Hugh Smithson, men ändrade efternamnet till Percy då han gifte sig 1740 med Elizabeth Seymour, dotter till Algernon Seymour, 7:e hertig av Somerset. Han ärvde genom sin fru titeln earl av Northumberland, och utnämndes till hertig av Northumberland 1766. Han var också riddare av Strumpebandsorden sedan 1756.
Hertigen blev känd som en av Canalettos främsta gynnare i England och han blev även senare en av Robert Adams bästa kunder, bland annat på sin egendom Syon House och på sitt Londonresidens Northumberland House (rivet 1874 för utvidgandet av Trafalgar Square). 
Barn:
- Hugh Percy, 2:e hertig av Northumberland (1742–1817)
- Algernon Percy, 1:e earl av Beverley (1749–1830)

Hertigens illegitime son James Smithson (1765–1829), blev senare känd för stora donationer och lånade sitt namn till Smithsonian Institute i Washington D.C..